# ASC Rémire
El ASC Rémire es un equipo de fútbol con sede de Remire-Montjoly, Guayana Francesa. Actualmente participa en el Campeonato Nacional de la Guayana Francesa.

## Historia
El club fue fundado en el año de 1974 y debutó en el Campeonato Nacional de la Guayana Francesa en la temporada 1999-00. A pesar de nunca haber ganado una liga nacional, el club ha sido 2 finalista de la Copa de la Guayana Francesa y ha ganado 2 la Promoción de Honor de la Guayana Francesa.

## Palmarés
- Promoción de Honor de la Guayana Francesa: 2

1983, 1999